# Bartłomiej Korytko
Bartłomiej Korytko herbu Jelita (zm. w 1588 roku) – pisarz lwowski w latach 1558-1586.
Sędzia sądów generalnych województwa ruskiego w 1575 roku.